# Andrej Panadić
Andrej Panadić (né le 9 mars 1969 à Zagreb) est un footballeur international yougoslave puis croate. Il jouait au poste de défenseur. Il s'est reconverti entraîneur.
Il a remporté le championnat de Croatie en 1993 et la Coupe de Croatie en 1994 avec le Croatia Zagreb.
Il a joué pour l'équipe de Yougoslavie (il compte 3 sélections) et a participé à la Coupe du monde 1990.